# لی چونگ-هی (شناگر)
لی چونگ-هی (کره‌ای: 이충희؛ زادهٔ ۲۵ آوریل ۱۹۸۱) شناگر اهل کره جنوبی بود. وی در بازی‌های المپیک تابستانی ۲۰۰۴ شرکت کرده‌است.